# Live is Live
Live /s Live is een driedaags muziekfestival dat plaatsvindt in het Middenvijver park op Linkeroever, Antwerpen. Het festival bestaat sinds 2022.

## Geschiedenis

### 1ste editie (17-19 juni 2022)
De eerste editie vond plaats op het strand van Zeebrugge en strikte namen zoals The National, Deus, Anouk, Mika, Novastar, Starsailor, Zornik, Wilco, Admiral Freebee, Duran Duran, Bazart, Tourist LeMC, Trixie Whitley, en Metejoor.

### 2de editie (23-25 juni 2023)
Sinds de tweede editie vindt het festival plaats in het Middenvijver park op Linkeroever. Op het podium stonden onder andere Deus, Admiral Freebee, School is Cool, The War on Drugs, Balthazar, Novastar, Suede, en Whispering Sons.

### 3de editie (28-30 juni 2024)
Op de derde editie stonden onder andere The National, The Smashing Pumpkins, Editors, Tamino, Paolo Nutini, Ben Howard, Gossip, Warhaus, Sheryl Crow, Mogwai, Interpol, K's Choice, Absynthe Minded, Zornik, Intergalatic Lovers, Trixie Whitley, Arooj Aftab en Gavin James. Er waren zo'n 50.000 bezoekers.
In 2025 vond het festival niet plaats, de volgende editie wordt voorzien voor 2026.